# 20 - The Greatest Hits
Albums de Laura Pausini
Inedito
(2011)
Singles
1. Limpido
Sortie : 10 septembre 2013
2. Se non te
Sortie : 4 novembre 2013
3. Víveme
Sortie : 17 décembre 2013
4. Sino A Ti
Sortie : 26 août 2014

20 - The Greatest Hits est un album de la chanteuse italienne Laura Pausini. Sorti le 12 novembre 2013.  Il est édité par Warner Music.
Les singles issus de cet album sont Limpido en duo avec Kylie Minogue, Se non te, sont sortis respectivement en septembre et novembre 2013.
L'album contient des duos avec des artistes francophones dont Charles Aznavour, Ennio Morricone, Hélène Segara ou encore Lara Fabian.

## Liste des titres
CD1
| #   | Titre                                           | Notes                                                                  |
| --- | ----------------------------------------------- | ---------------------------------------------------------------------- |
| 1.  | Ramaya                                          | Enregistrement amateur de Laura Pausini datant de 1976                 |
| 2.  | La solitudine                                   | Nouvelle version avec Ennio Morricone                                  |
| 3.  | Non c'è/Se fué                                  | Nouvelle version avec Marc Anthony                                     |
| 4.  | Gente                                           | Nouvelle version                                                       |
| 5.  | Strani amori                                    | Nouvelle version                                                       |
| 6.  | Incancellabile                                  | Nouvelle version                                                       |
| 7.  | Le cose che vivi/Tudo o que eu vivo             | Nouvelle version avec Ivete Sangalo                                    |
| 8.  | It's not goodbye                                | Nouvelle version                                                       |
| 9.  | One More Time                                   | Version studio originale                                               |
| 10. | Tra te e il mare                                | Nouvelle version                                                       |
| 11. | On n'oublie jamais rien, on vit avec            | avec Hélène Segara                                                     |
| 12. | E ritorno da te                                 | Nouvelle version                                                       |
| 13. | Surrender                                       | Nouvelle version                                                       |
| 14. | Vivimi/Víveme                                   | Nouvelle version avec Alejandro Sanz                                   |
| 15. | Come se non fosse stato mai amore               | Version remasterisée                                                   |
| 16. | Mi abbandono a te                               | Version remasterisée                                                   |
| 17. | Prendo te                                       | Nouvelle version                                                       |
| 18. | You'll Never Find Another Love like Mine (live) | Avec Michael Bublé, enregistrée au Wiltern Theatre, Los Angeles, 2005. |

CD2
| #   | Titre                                  | Notes                                                                                        |
| --- | -------------------------------------- | -------------------------------------------------------------------------------------------- |
| 1.  | She                                    | Nouvelle version (reprise de Charles Aznavour)                                               |
| 2.  | Surrender to love                      | Avec Ray Charles                                                                             |
| 3.  | Io canto/Je chante                     | Nouvelle version avec Lara Fabian                                                            |
| 4.  | Dare to live (Vivere)                  | Avec Andrea Bocelli                                                                          |
| 5.  | Te amaré                               | Avec Miguel Bosé                                                                             |
| 6.  | Ascolta il tuo cuore (live)            | Enregistrée au Stade San Siro le 2 juin 2007                                                 |
| 7.  | Paris au mois d'août                   | Avec Charles Aznavour                                                                        |
| 8.  | Invece no                              | Version remasterisée                                                                         |
| 9.  | Primavera in anticipo (It Is My Song)  | Avec James Blunt                                                                             |
| 10. | Con la musica alla radio               | Nouvelle version                                                                             |
| 11. | Un'emergenza d'amore (live)            | Enregistrée en 2009 au Lincoln Center, New York                                              |
| 12. | Non ho mai smesso                      | Version remasterisée                                                                         |
| 13. | Benvenuto                              | Version remasterisée                                                                         |
| 14. | Celeste                                | Version remasterisée                                                                         |
| 15. | Paola                                  | Enregistrement amateur de Paola Carta prononçant le mot « mamma » en 2013                    |
| 16. | Resta in ascolto/Escucha atento (live) | Enregistrée le 22 mai 2012 dans le cadre du Inedito World Tour au Royal Albert Hall, Londres |
| 17. | Dove resto solo io                     | Nouvelle piste studio                                                                        |
| 18. | Limpido                                | Nouvelle piste studio, version solo                                                          |
| 19. | Se non te                              | Nouvelle piste studio                                                                        |
| 20. | Limpido (version italien - anglais)    | Nouvelle piste studio avec Kylie Minogue                                                     |

## Classements
| Chart (2013)                              | Meilleure position |
| ----------------------------------------- | ------------------ |
| Belgium Album Charts (Ultratop Flandre)   | 12                 |
| Belgium Album Charts (Ultratop Wallonie)  | 39                 |
| Chili (IFPI)                              | 7                  |
| Croatian Foreign Albums (IFPI)            | 2                  |
| Top 100 (Promusicae)                      | 6                  |
| Latin Album (Billboard)                   | 14                 |
| Latin Pop Album (Billboard)               | 4                  |
| French Albums Physiques (SNEP)            | 41                 |
| Hongrie Top 40 album (Mahasz)             | 32                 |
| Italian Albums Top 100 (FIMI)             | 1                  |
| México Top 100 (AMPROFON)                 | 10                 |
| México Top 20 — Spanish (AMPROFON)        | 4                  |
| Slovénie Top 30 (IFPI)                    | 10                 |
| Swiss Charts - Albums Top 100 (Hitparade) | 8                  |
| Venezuela Top 40 (Recordland)             | 3                  |

### Ventes et certifications
| Pays    | Certification | Ventes certifiées | 1re semaine | Total cumulé |
| ------- | ------------- | ----------------- | ----------- | ------------ |
| Espagne | —             | 11 225            | —           | —            |
| Italie  | 3 × Platine   | 170 000           | 34 121      | 170 000      |
| Mexique | Or            | 30 000            | —           | —            |
| Suisse  | Or            | 10 000            | —           | —            |